# Кон Тум (покрајина)
Кон Тум (покрајина) (виј. Kon Tum) је једна од 58 покрајина Вијетнама. Налази се у региону Централна Висораван (Вијетнам). Заузима површину од 9.690,5 km². Према попису становништва из 2009. у покрајини је живело 430.133 становника. Главни град је Kon Tum.